# Universidad La República
Universidad La República – prywatna uczelnia w Chile, zlokalizowana w Santiago. 